# 칭송받는 자 거짓의 가면
칭송받는 자 거짓의 가면(うたわれるもの 偽りの仮面, Utawarerumono: Mask of Deception)은 아쿠아플러스가 개발한 일본의 전략 롤플레잉 비주얼 노벨로, 2015년 9월 플레이스테이션 3, 플레이스테이션 4, 플레이스테이션 비타용으로 처음 출시되었다. 칭송받는 자 거짓의 가면은 칭송받는 자 시리즈의 두 번째 게임이다.
칭송받는 자 거짓의 가면의 영어판은 북미에서는 아틀러스 USA, 유럽에서는 .딥 실버에서 2017년 5월 23일에 출판되었다. 칭송받는 자 거짓의 가면의 애니메이션 각색판은 2015년 10월부터 2016년 3월까지 방영되었다.

## 평가
| 평가                                                                    |                            |
| ----------------------------------------------------------------------- | -------------------------- |
| 통합 점수 통합사 점수 메타크리틱 (PS4) 68/100 [ 1 ] (VITA) 80/100 [ 2 ] |                            |
| 통합 점수                                                               |                            |
| 통합사                                                                  | 점수                       |
| 메타크리틱                                                              | (PS4) 68/100 (VITA) 80/100 |